# Học thuyết Nixon

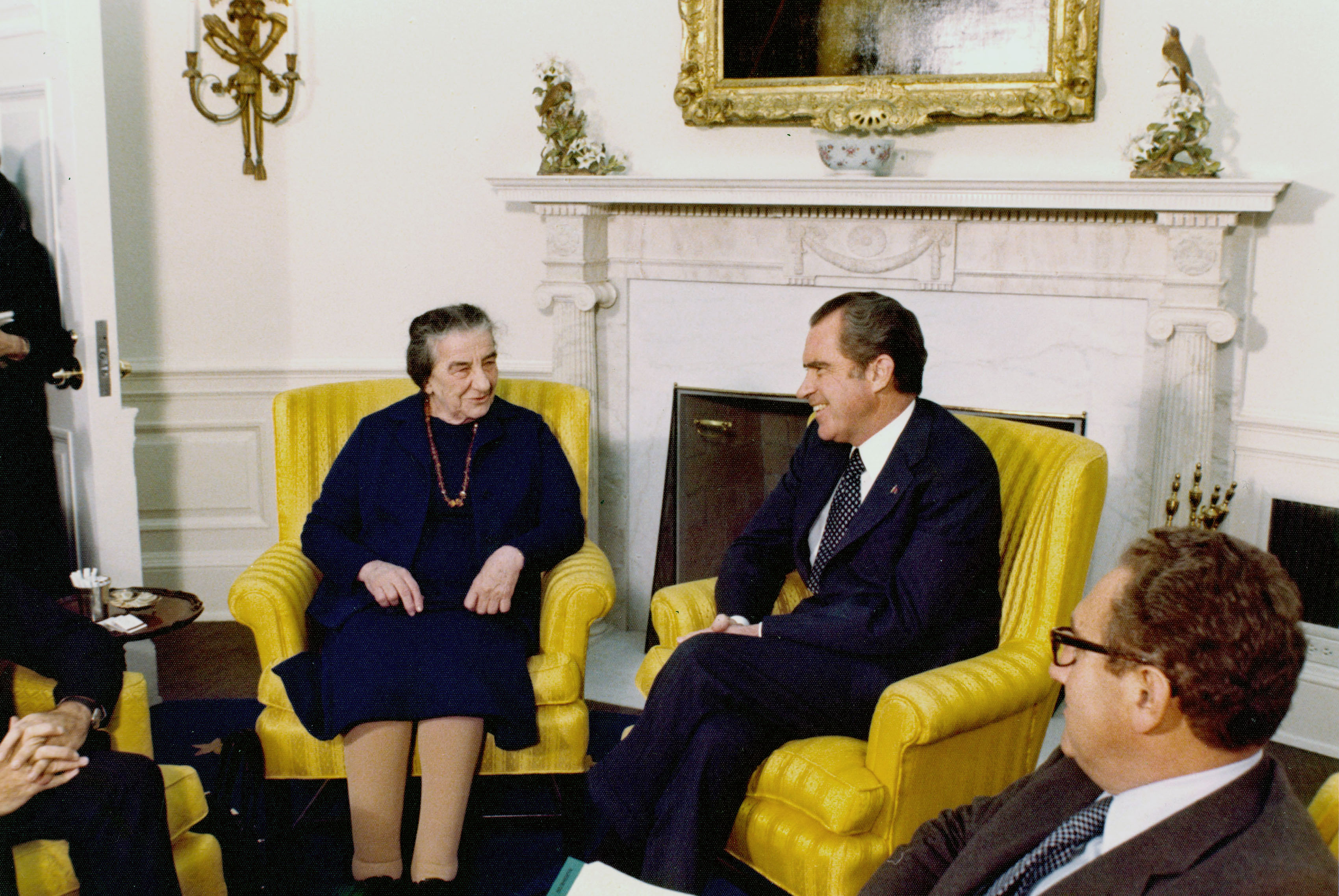
Nixon đang nói chuyện với Thủ tướng Israel Golda Meir và Ngoại trưởng Mỹ Henry Kissinger vào ngày 1 tháng 11 năm 1973.

Học thuyết Nixon (đôi khi gọi là Học thuyết Guam) là học thuyết chính sách đối ngoại của Richard Nixon, Tổng thống Mỹ thứ 37 từ năm 1969 đến năm 1974. Chính Nixon đề ra học thuyết này trong cuộc họp báo ở Guam vào ngày 25 tháng 7 năm 1969, và sau đó được chính thức hóa trong bài phát biểu của ông về Việt Nam hóa chiến tranh ngày 3 tháng 11 năm 1969.
Theo Gregg Brazinsky, tác giả cuốn sách có nhan đề Nation Building in South Korea: Koreans, Americans, and the Making of a Democracy, Nixon tuyên bố rằng "Hoa Kỳ sẽ hỗ trợ việc phòng thủ và phát triển của các đồng minh và bạn bè" nhưng không "thực hiện toàn bộ công cuộc bảo vệ các quốc gia tự do trên thế giới". Học thuyết này có nghĩa là mỗi quốc gia đồng minh chịu trách nhiệm về an ninh của riêng mình nói chung, nhưng Hoa Kỳ sẽ đóng vai trò như một chiếc ô hạt nhân khi được yêu cầu. Học thuyết ủng hộ việc theo đuổi hòa bình thông qua quan hệ đối tác với các đồng minh của Mỹ.

## Bối cảnh
Vào thời điểm Tổng thống Nixon nhậm chức vào tháng 1 năm 1969, Mỹ đã tham chiến ở Việt Nam được gần 4 năm. Chiến tranh cho đến nay đã giết chết hơn 30.000 người Mỹ và hàng trăm nghìn công dân Việt Nam. Đến năm 1969, dư luận Mỹ đã có động thái dứt khoát ủng hộ việc chấm dứt Chiến tranh Việt Nam; một cuộc thăm dò của Gallup vào tháng 5 cho thấy 56% công chúng tin rằng việc gửi quân đến Việt Nam là một sai lầm. Trong số những người trên 50 tuổi, 61% bày tỏ niềm tin đó, so với 49% những người trong độ tuổi từ 21 đến 29, ngay cả khi việc ngầm từ bỏ Hiệp ước SEATO cuối cùng là cần thiết và khiến cộng sản tiếp quản hoàn toàn Việt Nam Cộng hòa bất chấp sự bảo đảm trước đó của Mỹ. Vì Nixon vận động cho "Hòa bình trong danh dự" liên quan đến Việt Nam trong chiến dịch tranh cử tổng thống năm 1968, nên việc chấm dứt Chiến tranh Việt Nam đã trở thành một mục tiêu chính sách quan trọng đối với ông.

## Học thuyết Nixon
Trong một lần dừng chân trong chuyến công du quốc tế trên lãnh thổ Guam của Mỹ, Nixon đã chính thức công bố Học thuyết này. Nixon tuyên bố Hoa Kỳ tôn trọng tất cả các cam kết hiệp ước của mình ở châu Á, nhưng "đối với các vấn đề liên quan đến an ninh quốc tế... Hoa Kỳ khuyến khích và có quyền kỳ vọng rằng vấn đề này sẽ ngày càng do chính các quốc gia châu Á xử lý và chịu trách nhiệm".

Sau đó, từ Phòng Bầu dục trong bài phát biểu trước toàn quốc về Chiến tranh Việt Nam vào ngày 3 tháng 11 năm 1969, Nixon đã nói:
Đầu tiên, Mỹ sẽ tuân thủ tất cả các cam kết trong hiệp ước của mình. Thứ hai, chúng ta sẽ cung cấp lá chắn nếu một cường quốc hạt nhân đe dọa tự do của một quốc gia liên minh với chúng ta hoặc của một quốc gia mà sự sống còn của họ mà chúng ta coi là quan trọng đối với nền an ninh của chúng ta. Thứ ba, trong những trường hợp liên quan đến các hình thức xâm lược khác, chúng ta sẽ cung cấp sự trợ giúp về mặt quân sự và kinh tế khi được yêu cầu phù hợp với các cam kết trong hiệp ước của chúng ta. Nhưng chúng ta sẽ nhìn vào quốc gia bị đe dọa trực tiếp đảm nhận trách nhiệm chính trong việc cung cấp nhân lực cho quốc phòng của mình.

## Học thuyết trong thực tế
Học thuyết này được minh họa bằng quá trình Việt Nam hóa chiến tranh liên quan đến Việt Nam Cộng hòa và Chiến tranh Việt Nam.  Nó cũng được áp dụng ở những nơi khác ở châu Á bao gồm Iran, Đài Loan, Campuchia,  và Hàn Quốc.  Học thuyết này là sự bác bỏ rõ ràng thông lệ gửi 500.000 lính Mỹ đến Việt Nam, mặc dù không có nghĩa vụ hiệp ước nào đối với quốc gia đó. Mục tiêu dài hạn chính là giảm bớt căng thẳng giữa Mỹ với Liên Xô và Trung Quốc đại lục, để tạo điều kiện tốt hơn cho chính sách hòa hoãn phát huy tác dụng.
Quốc gia châu Á cụ thể mà Học thuyết Nixon nhắm tới với thông điệp rằng các quốc gia châu Á phải chịu trách nhiệm tự bảo vệ mình là Việt Nam Cộng hòa, nhưng Shah Mohammad Reza Pahlavi của Iran đã lợi dụng Học thuyết Nixon với thông điệp rằng các quốc gia châu Á phải chịu trách nhiệm về việc phòng thủ của chính mình, hòng biện minh là người Mỹ nên bán vũ khí cho ông ta không giới hạn, một gợi ý mà Nixon háo hức đón nhận. Mỹ coi Ả Rập Saudi và Iran là "trụ cột song sinh" cho sự ổn định khu vực. Giá dầu tăng vào năm 1970 và 1971 cho phép tài trợ cho cả hai quốc gia trong việc mở rộng quân sự này. Tổng số vũ khí chuyển giao từ Hoa Kỳ sang Iran tăng từ 103,6 triệu USD năm 1970 lên 552,7 triệu USD năm 1972; sang Ả Rập Saudi đã tăng từ 15,8 triệu USD năm 1970 lên 312,4 triệu USD năm 1972. Hoa Kỳ vẫn duy trì lực lượng hải quân nhỏ gồm ba tàu tại Vùng Vịnh, đóng quân ở Bahrain kể từ Thế chiến thứ hai, nhưng không thực hiện các cam kết an ninh chính thức nào khác.
Một yếu tố làm giảm các cam kết mở của Mỹ là mối lo ngại về tài chính. Việt Nam đã được chứng minh là rất tốn kém.  Tại Hàn Quốc, 20.000 trong số 61.000 lính Mỹ đồn trú ở đó đã rút lui vào tháng 6 năm 1971.
Việc áp dụng Học thuyết Nixon đã "mở các cửa xả lũ" viện trợ quân sự của Mỹ cho các đồng minh ở Vịnh Ba Tư.  Điều đó lại giúp tạo tiền đề cho Học thuyết Carter và cho sự can dự trực tiếp của quân đội Mỹ vào Chiến tranh vùng Vịnh và Chiến tranh Iraq.

## Cách sử dụng đương đại
Học giả Walter Ladwig lập luận vào năm 2012 rằng Hoa Kỳ nên áp dụng "học thuyết Nixon mới" đối với khu vực Ấn Độ Dương, qua đó Mỹ tài trợ cho các đối tác địa phương quan trọng—Ấn Độ, Indonesia, Úc và Nam Phi—để đảm nhận gánh nặng chính cho việc duy trì hòa bình và an ninh khu vực. Ladwig nhận định rằng một thiếu sót quan trọng của Học thuyết Nixon ban đầu là sự phụ thuộc của nó vào các nhà độc tài thân phương Tây, họ đã chứng tỏ là nền tảng yếu kém cho một cấu trúc an ninh khu vực lâu dài. Ngược lại, "Học thuyết Nixon mới" của ông thì tập trung vào việc nuôi dưỡng các quốc gia lớn ở Ấn Độ Dương có dân chủ và có khả năng tài chính để trở thành nhà cung cấp an ninh ròng trong khu vực. Dù cho rằng ý tưởng này mang lại "sự cân bằng hợp lý mà nó đem đến giữa sự lãnh đạo của Hoa Kỳ và sáng kiến địa phương", nhưng Andrew Philips thuộc Viện Chính sách Chiến lược Úc cho rằng ý tưởng này đã phóng đại "mức độ lợi ích an ninh hội tụ giữa bốn quốc gia được cho là chủ chốt trong tiểu khu vực."